# Pteronotus davyi
Pteronotus davyi är en fladdermusart som beskrevs av Gray 1838. Pteronotus davyi ingår i släktet Pteronotus och familjen bladhakor. IUCN kategoriserar arten globalt som livskraftig.
Inga underarter finns listade i Catalogue of Life. Wilson & Reeder (2005) skiljer mellan tre underarter.
Med en genomsnittlig kroppslängd (huvud och bål) av 56,4 mm (hanar) respektive 57,9 mm (honor) och en vikt av cirka 9,3 g (hanar) respektive 9,6 g (honor) är Pteronotus davyi den minsta arten i släktet. Den har mörkbrun päls på ryggen och något ljusare päls på framsidan. Liksom hos andra arter av samma släkte är vingarna sammanlänkade på ryggen och därför ser fladdermusens ovansida naken ut. Kring munnen har arten flera styva hår. De breda läpparna kan formas till en tratt.
Denna fladdermus förekommer i Central- och Sydamerika från Mexiko, inklusive Baja California, till Amazonflodens delta. En avskild population finns i norra Peru. Arten föredrar torra habitat som torra skogar men den hittas även i fuktiga landskap.
Individerna vilar i grottor och bildar ofta blandade kolonier med andra fladdermöss. De jagar skalbaggar, nattfjärilar och andra insekter och flyger därför ofta över öppna områden. Arten är främst aktiv under timmarna närmast efter solnedgången samt före soluppgången. När den flyger når den vanligen hastigheter mellan 11 och 17 km/h. Pteronotus davyi jagar med hjälp av ekolokaliseringen. Fladdermusen faller vid viloplatsen själv offer för olika landlevande rovdjur och under flyget dödas den ibland av tornugglor. En mindre individ föll i en grotta i Venezuela offer för den stora enkelfotingen Scolopendra gigantea.
Hos honor förekommer bara en parningstid per år och per kull föds en unge. Dräktigheten varar cirka 60 dagar och ungen föds i början av regntiden.